# Unisport de Sokodé
Der Unisport Football Club de Sokodé, auch als Unisport de Sokodé bekannt, ist ein togoischer Fußballverein aus Sokodé. Aktuell, Stand Oktober 2024, spielt der Verein in der ersten Liga.

## Erfolge
- Togoischer Vizemeister: 2019/20

## Stadion
Der Verein trägt seine Heimspiele im Stade Municipal Sokodé in Sokodé aus. Das Stadion hat ein Fassungsvermögen von 10.000 Personen.

## Trainer
| Trainer           | von             | bis |
| ----------------- | --------------- | --- |
| Tchakala Tchanilé | 4. Oktober 2022 |     |

## Statistik in den CAF Wettbewerben
| Saison  | Turnier               | Runde    | Verein            | Hinspiel | Rückspiel | Gesamt |
| ------- | --------------------- | -------- | ----------------- | -------- | --------- | ------ |
| 2020/21 | CAF Confederation Cup | Vorrunde | Cotonsport Garoua | 0:2      | 1:0       | 1:2    |